# Тим Метисон
Тимоти Луис Метијесон (енгл. Timothy Lewis Matthieson; Глендејл, Калифорнија, рођен 31. децембра 1947), познат као Тим Метисон (енгл. Tim Matheson), јесте амерички позоришни, филмски и ТВ глумац, редитељ и продуцент.